# (13478) Fraunhofer
(13478) Fraunhofer ist ein Asteroid des inneren Hauptgürtels, der am 27. Februar 1976 vom deutschen Astronomen Freimut Börngen an der Thüringer Landessternwarte Tautenburg (IAU-Code 033) im Tautenburger Wald in Thüringen entdeckt wurde.
Der Asteroid gehört zur Hungaria-Gruppe. Charakteristisch für diese Gruppe ist unter anderem die 9:2-Bahnresonanz mit dem Planeten Jupiter. Der Namensgeber für die Hungaria-Gruppe ist der Asteroid (434) Hungaria. Die Sonnenumlaufbahn von (13478) Fraunhofer ist mit mehr als 18° stark gegenüber der Ekliptik des Sonnensystems geneigt, ein weiteres Charakteristikum für Hungaria-Asteroiden.
(13478) Fraunhofer wurde am 26. Juli 2000 nach dem deutschen Optiker und Physiker Joseph von Fraunhofer (1787–1826) benannt, der als Autodidakt am Anfang des 19. Jahrhunderts den wissenschaftlichen Fernrohrbau begründete.